# Мирашевачка бања
Мирашевачка бања је бања у Србији и представља извор лековите воде и лековитог блата око којег је изграђено насеље. Припада лепеничкој термалној зони шумадијске балнеотермалне регије. У Мирашевачкој бањи се налазе два извора: Кисела вода (Репата бара) и Саставци.

## Географија

### Географски положај
Мирашевачка Бања се налази у Шумадијском округу, у општини Рача. Налази се у селу Мирашевац, у изворишном делу Мирашевачког потока, десне притоке Раче. Два бањска минерална извора су на северозападној падини узвишења Висак (396 m) и косе Буковац (362 m) у проширењу Саставци. Ови извори су од центра истоименог села удаљени два километра, а око 700 m проходним макадамским путем од асфалтног пута и задње сеоске куће. Од Раче бања је удаљена око пет километара, од Крагујевца, преко Раче, 31 km, Београда 100 km, Тополе 29 km.

### Рељеф
Рељеф у околини бање обликован је флувијалним процесима. Извор Саставци налази се у проширењу са стрмим странама на југозападу и блажим према југоистоку. Потоци Кисела вода, Старчин и Буковац усекли су клисурасте долине. Између њих су косе, под шумским покривачем.

### Клима
Мирашевачка Бања налази у умереној климатској зони. Терени око извора лети имају температуру и до 37 °C. Јавља се и сушни период.

### Хидрологија
У проширењу Саставци, где се у главни поток Буковац уливају два мања, Старчин и Кисела вода, одакле сва три образују Мирашевачки поток. Мирашевачки термални извори лоцирани су на левој обали потока Кисела вода, шест километара од његовог тока, а у близини Мирашевачког потока лоциран је извор минералне воде Саставци. Извори Кисела вода и Саставци се сврставају у хладне минералне воде.
Прва хемијска анализа ових извора извршена је 1895. године. Била је то хладна, сулфатна, мангано–гвожђевита вода „Репата бара“ у селу Мирашевцу. У то време сматрана је за најјачу од свих српских минералних извора.
Извор Кисела вода припада мангано–гвожђевитим водама типа сулфатних вода, у којој преовлађују калцијум–сулфат и магнезијум–сулфат. Вода има горак укус са мирисом сумпор–водоника. У сувом остатку на 185 °C од 6,852 g мирашевачке минералне воде се налази 54% магнезијум–сулфата, преко 5% манган–сулфата и око 7% осталих саставних делова.
Вода са извора Саставци увршћена је у ред мангано–гвожђевитих, сумпоровитих вода, типа сулфатних вода у којој преовлађује CaSO4. У гасном саставу је значајан удео угљен–диоксида, са садржајем CO2 од 0,24 g/l.
Укупна издашност извора Кисела вода (Репата бара) износи 1,25 l/min. Температура се креће од 12,8 °C до 14,5 °C.
Издашност првог извора Саставци износи 0,5 l/min температуре 18 °C, при температури ваздуха од 25 °C.
Издашност другог извора је 4 l/min, температуре воде од 15 °C, при температури ваздуха од 25C°. Зими млака минерална вода „пуши“, те се отоке не леде, а снег се отопи.
Карактеристика воде је повишена радиоактивност:
- Радон (Rn) – 155 Bg/l;
- Радијум (Ra) – је 0,15 Bg/l
- Уранијум (U) – 0,0004 mg/l.

Повишен је садржај гвожђа, претежно у виду феро гвожђа (FeO) и износи 25,0 mg/l.

### Геолошка грађа
Околина извора изграђена је од кристаластих шкриљаца прекамбријске старости. Има метаморфисаних еруптивних стена, које припадају „рековачкој зони“ српско-македонског масива. Извори се налазе у зони Рачанског раседа, правца североисток-југозапад. Највеће количине хидроксида гвожђа присутне су око извора Кисела вода. У кориту одливног потока из извора Кисела вода јавља се лимонит.

## Историјски развој Мирашевачке бање
Извор Кисела вода био је познат у прошлом веку као „Вода за очи“ или „Репата бара“. Турци Рачани често су долазили на теферич у Мирашевцу, окупљајући се око извора. Турци су овде имали своје винограде, до којих је допирао мирис липове шуме са Голубице, па је од речи „мирис“ и село Мирашевац добило име. Мештани су у периоду од 1956–1958. године копали удубљења на обали потока и користили ову воду као лековиту. Постоје три бунара-резервоара.
У овом периоду извршени су следећи радови:
- урађени су бетонски венци и плоче које покривају резервоаре
- постављене су цеви које из бунара спроводе воду у три резервоарске коморе са затвореним славинама за отицање, удаљене око шест метара од извора
- изграђен је одбрамбени зид поред потока и тиме спречено плављење извора
- направљен је прилазни пут изворима

Други извор, Саставци, који је лоциран у близини Мирашевачког потока код Саставака, откривен је приликом вађења камена у мајдану 1946. године.

## Флора и фауна
Биљни покривач чини разређена мешовита шумска вегетација и приземни биљни свет. Ужи део бање је окружен мешовитом шумском вегетацијом у којој преовлађује багремово дрво. Дно проширења Саставци обрасло је шеваром, водним биљем и другом хидрофилном вегетацијом.
Мирашевачка бања и околина представљају станиште за животиње као што су:
- срна
- зец
- фазан
- препелица
- јаребица
- лисица

## Терапеутска својства воде
Терапијски ефекти постижу се пијењем и купањем минералном водом, као и облагањем оболелих делова тела минералним блатом. Има благотворно дејство на стомачна и очна обољења и реуматизам.
Индикације за лечење пијењем:
- хронична обољења интестиналног тракта
- хроничне болести респираторних путева
- код неких болести метаболизма

Процедура бањског лечења предвиђа употребу воде за пијење и то: 50–100–150 грама три–четири пута дневно, гутаљ по гутаљ. Воду са извора Кисела вода треба узимати у мањим количинама него воду са извора Саставци.

## Туризам
Повољни климатски услови, еколошки простор, постојећи минерални извори и њихово дугогодишње коришћење од стране локалног становништва указују на могућност афирмисања Мирашевачке бање као туристичког места. Мирашевачка Бања нема смештајне капацитете, зато изворе посећују током целог дана, по потреби. Минералну воду не користе само мештани, већ и становници околних градова: Раче, Смедеревске Паланке, Крагујевца, Лапова.